# Kult astralny
Kult astralny (także astrolatria) – kult ciał niebieskich m.in.: Słońca, Księżyca, gwiazd, planet, które zostały podniesione do rangi obiektów czci religijnej.
Kult ten jest obecny w większości systemów politeistycznych. W szczególnie rozbudowanej formie pojawił się w rozwiniętych kulturach Azji (Indie, Chiny, Mezopotamia), w basenie Morza Śródziemnego (Egipt, Grecja, Rzym) oraz w wysoko rozwiniętych cywilizacjach obu Ameryk (Aztekowie, Majowie, Inkowie). Astrolatria wiązała się z reguły z uprawianiem astrologii, a wynikała z przekonania, iż pewne zjawiska przychodzące m.in. wraz ze zmianą pór roku i odbierane przez człowieka jako pozytywne lub negatywne, związane są z określonymi ciałami niebieskimi.
Astrolatria przybiera różne formy:
- ciała niebieskie zostają utożsamione z bóstwami – przykładem tego może być związek Atona ze Słońcem
- ciała niebieskie traktowane są jak symbole, za którymi kryją się niepostrzegalni bogowie – na przykład: tarcza słoneczna jako przejaw boga Re
- ciała niebieskie odczytywane są jako tajemne pismo bogów – obserwowane w wierzeniach Babilonu, co znalazło odzwierciedlenie w rozwiniętych studiach astrologicznych.